# Elleanthus crinipes
Elleanthus crinipes är en orkidéart som beskrevs av Heinrich Gustav Reichenbach. Elleanthus crinipes ingår i släktet Elleanthus och familjen orkidéer. Inga underarter finns listade i Catalogue of Life.